# Шмелёв, Фёдор Петрович
Фёдор Петро́вич Шмелёв (7 ноября 1899 — 19 сентября 1979) — советский военачальник, генерал-майор (1943), командир 180-й стрелковой дивизии.

## Биография
Родился 7 ноября 1899 года в семье крестьянина в деревне Макеенки, русский. По окончании второклассной школы (1907–1912) пошёл работать в магазин обуви братьев Третьяковых в Касимове.
В 1914 году уехал в Москву, работал продавцом в магазине обуви Яковлева и учился на курсах Паршина (1914–1916). В 1917 году мобилизован в царскую армию и служил солдатом в запасном полку в Ереване. В январе 1918 года демобилизован и направлен в 85-й запасный полк (Астраханские казармы). Окончательно демобилизовываться не стал, поступил в Красную Армию. В феврале 1918 года был выбран командиром 85-го партизанского отряда,  сформированного из солдат 85-го запасного полка. Отряд был отправлен в район Себежа и вёл бои с немцами под Розиновской, Опочкой и на реке Синюха. Официально отряд перешёл в Красную армию 25 февраля 1918 года.

### Гражданская война в России
В июне 1918 года отряд был влит во вновь сформированный Себежский полк 2-й Псковской дивизии. В июле с отдельной ротой, сформированной из отряда, Ф. П. Шмелёв был направлен в распоряжение командира 1-го Вятского запасного полка в Вятку. Полк формировался из призывных Вятской области и рота послужила кадром младшего комсостава полка (как добровольцы).
В должности ротного командира в августе 1918 года принимал участие в подавлении восстания, организованного белыми в тылу Восточного фронта РККА, в Глазовском и Ижевском районах. В сентябре 1918 года с маршевой ротой отбыл на Северный фронт в распоряжение командира 156-го Гатчинского стрелкового полка. Был назначен помощником командира роты. Принимал участие в боях за овладение Шенкурском и Березняками. В феврале 1919 года был командирован на военно-инструкторские курсы при штабе 6-й армии в Вологде. В июле окончил курсы и был направлен в распоряжение командира 156-го Северного полка, где был назначен командиром роты. Принимал участие в боях под городом Онега, под станциями Емца и Шелекса. В бою под Шелексой 23 сентября 1919 года был ранен и эвакуирован в госпиталь в Вологду, а затем в Рыбинск.
В апреле 1920 года, поcле излечения от ранения и перенесённого тифа и был откомандирован на Западный фронт. Был назначен начальником команды пеших разведчиков 38-го стрелкового полка 5-й стрелковой дивизии, входящей в 3-ю армию. Принимал участие в советско-польской войне и наступлении на Варшаву. При отходе Красной армии на реке Неман был ранен в бою под М. Кузница 25 сентября 1920 года и эвакуирован в госпиталь имени III Интернационала в Москву.
По выздоровлении был направлен в распоряжение помощника главкома по Сибири, в Омск. В июне 1921 года прошёл экзаменационную комиссию при штабе помощника главкома по Сибири и был направлен в Народно-революционную армию Дальневосточной республики. В июле 1921 года прибыл в 3-ю бригаду и был назначен командиром роты. Принимал участие в боях против барона Унгерна. При сведении 3-й бригады в Особо-Амурский полк был назначен помощником командира роты. В ноябре 1921 года в составе полка выступил на фронт против белой армии генерала В. М. Молчанова. В декабре 1921 года был назначен начальником команды пеших разведчиков. Принимал участие в боях под станциями Волочаевка, Бекином и Васильевской. Был ранен в голову под станицей Васильевская в конце февраля 1922 года и эвакуирован в госпиталь в Хабаровск. В мае 1922 года вернулся в полк.
В августе 1922 года войска Народно-революционной армии ДВР были реорганизованы (создана 2-я Приамурская дивизия). Ф. П. Шмелёв был назначен командиром взвода, а затем помощником командира роты и командиром роты в 5-й Амурский полк. При ликвидации белой армии М. К. Дитерихса принимал участие в боях за города Спасск и Никольск-Уссурийский, станции Раздольное, Монастырище, Барабаш и Новокиевское. В октябре 1922 года НРА ДВР была преобразована в части Красной Армии и перешла на мирное положение. В январе 1923 года полк был дислоцирован в Благовещенске. 4-я рота, под командованием Шмелёва, с апреля по сентябрь прикрывала Амурскую железную дорогу и вела борьбу с бандами в Свободненском районе.
В октябре 1925 года Ф. П. Шмелёв был направлен на повторные курсы СибВО (Иркутск), которые окончил в сентябре 1926 года. Вернулся обратно в полк, числился командиром 4-й роты, но фактически до июля 1927 года выполнял должность командира 2-го батальона. В июне 1927 года был назначен начальником строевого отдела штаба 2-й Приамурской дивизии. На этой должности пробыл до декабря 1931 года. Принимал участие в вооружённом конфликте на КВЖД в 1929 году, исполняя должность начальника 1-й части штаба дивизии. В декабре 1931 года был назначен помощником начальника 1-й части штаба 19-го Приморского корпуса (Владивосток).
В феврале 1932 года убыл поступать в Военную академию имени М. В. Фрунзе, был зачислен слушателем академии, которую окончил после четырёхгодичного обучения в мае 1936 года и был направлен на должность начальника 1-й части штаба 32-й Саратовской стрелковой дивизии (Раздольное). Находясь в дивизии, совмещал работу начальника 1-й части и начальника штаба, а с января 1938 года исполнял должность командира 94-го стрелкового полка.
В мае 1938 года был награждён медалью «XX лет Рабоче-Крестьянской Красной Армии».
5 июля 1938 года был снят с должности начальника 1-й части штаба и командира 94-го стрелкового полка и арестован. Находился под следствием до 20 июня 1939 года. 20 июня 1939 года по выяснении невиновности, был освобождён из под стражи, а в сентябре 1939 года восстановлен в армии и назначен преподавателем в Военную академию имени М. В. Фрунзе. В феврале 1940 года ему было присвоено звание полковника.

### Великая Отечественная война
В академии Ф. П. Шмелёв работал до июля 1941 года, затем был назначен начальником штаба 8-й Краснопресненской дивизии народного ополчения и отбыл на фронт. Дивизия первоначально входила в состав 33-й армии Резервного фронта, в сентябре 1941 года была переподчинена 24-й армии и вела тяжёлые бои на Десне и в районе станции Коробец и деревни Уварово, прикрывая отход частей Западного фронта к Вязьме. В ночном бою под Уварово погиб командир дивизии комбриг Д. П. Скрипников и во временное командование дивизией вступил Ф. П. Шмелёв.
Пробиваясь с дивизией и присоединяя разрозненные части других дивизий 24-й армии, пробился из-под Уварово на рубеж Покров, Вязьма. При прорыве из окружения у села Покров в октябре 1941 года был ранен в ногу и руку и остался на поле боя, был подобран группой бойцов и оставлен в деревне Некрасово. Лечился в деревнях Некрасово, Мосолово и Дылдино. В декабре 1941 года получил возможность передвигаться и приступил к формированию партизанских групп. В январе 1942 года группы свёл в отряд и начал действовать в тылу врага. В феврале 1942 года отряд соединился с 8-й отдельной воздушно-десантной бригадой 4-го воздушно-десантного корпуса, сброшенной на Дорогобужском артполигоне и совместно с ней произвёл ряд нападений на отведённые из-под Москвы для формирования части вермахта. В Семлёвском, Издешковском и Вяземском районах было сожжено до тысячи автомашин, захвачено большое количество оружия и средств связи и убиты и разогнаны остатки 5-й мотодивизии немцев. С приходом конницы генерала П. А. Белова в район Вязьмы перешёл в его подчинение.
В апреле 1942 года по приказанию П. А. Белова объединил свой отряд и отряд 24-й годовщины РККА и сформировал из них полк, затем бригаду и занял участок фронта между городами Ельня и Всходы (около 110 км), прикрывая группу Белова в направлениях Ельня, Дорогобуж, станция Коробец, совхоз Мархоткино. При выходе конницы Белова из рейда прикрыл отходящих, а сам с отрядом снова остался в тылу врага, не получив разрешения на выход. Оставшись в сожжённом противником районе и проведя ряд упорных боев, пришёл к убеждению, что действовать скученно всем отрядом в одном районе — дать разгромить себя одним ударом. Поэтому из остатков своего отряда, отряда В. В. Жабо и отдельных оставшихся групп конницы Белова, не прорвавшихся с основными силами через линию фронта, сформировал три группы и выделил им районы действия, а сам остался с более сильной центральной группой (некоторые представители партизанского штаба в этом усмотрели как роспуск полка).
Боевые действия отряда велись до 13 августа 1942 года, контролировались участки железных дорог Ельня–Спас-Деменск; Спас-Деменск–Вязьма и дороги Ельня–Спас-Деменск и Ельня–Семлёво–Вязьма. Ввиду болезни (сильные приступы малярии) 15 августа 1942 года распоряжением Военного Совета 33-й армии был вывезен на советскую территорию на самолёте. За руководство отрядами в тылу врага был награждён Орденом Красного Знамени.
В ноябре 1942 года был назначен командиром 37-й отдельной стрелковой бригады, с которой 4 декабря прибыл на Воронежский фронт и поступил в резерв фронта. Принимал участие в Россошанско-Острогожской операции, входя в состав 3-й танковой армии генерала П. С. Рыбалко. Бригада, совместно со 180-й дивизией, прорывала оборону под станцией Пасеково. В бою между станцией Пасеково и Митрофановка 14 января 1943 года при отражении немецких контратак был тяжело ранен и эвакуирован в госпиталь в город Бобров. За прорыв позиций и отражение контратак противника был награждён орденом Суворова II степени.
По выздоровлении, 8 марта 1943 года, прибыл в штаб Воронежского фронта и был назначен командиром 180-й стрелковой дивизии. Принимал участие в боях на Курской дуге под городом Сумы и в прорыве фронта противника западнее Суджи. В сентябре 1943 года дивизия, входя в состав 38-й армии, форсировала реку Днепр и в упорных боях в октябре 1943 года захватила плацдарм на западном берегу Днепра (Старые Петровцы, Новые Петровцы, Межгорье, Валки и Вышгород) и удерживала его до сосредоточения всех сил армии.
За форсирование Днепра и захват плацдарма Ф. П. Шмелёв был награждён вторым Орденом Красного Знамени.
Принимал участие в боях за Киев. За бои под Киевом и овладение им дивизия получила название Киевской, а комдив был награждён орденом Кутузова II степени и ему было присвоено звание Генерал-майора.
Принимал участие в Корсунь-Шевченковской операции.
В марте 1944 года был назначен заместителем командира 33-го стрелкового корпуса. Принимая участие в Уманьской операции с передовыми частями фронта (337-я стрелковая дивизия и два полка 180-й стрелковой дивизии) на плечах противника форсировал Днестр, Прут и Жижия, и захватил плацдарм на Южном берегу Жижия (район Яши) и удерживал его до подхода основных сил 27-й армии.
6 июля 1944 года временно вступил в командование 35-м гвардейским стрелковым корпусом. 9 августа 1944 года по выздоровлении командира корпуса генерала С. Г. Горячева, корпус сдал и приступил к своим прежним обязанностям.
Принимал участие в Ясско-Кишенёвской операции и награждён Орденом Богдана Хмельницкого II степени.
В сентябре 1944 года был назначен представителем в отдельный румынский горный корпус. Принимал участие в боях в Трансильвании. С октября 1944 года по 10 мая 1945 года временно исполнял должность заместителя командующего войсками 27-й армии и непосредственно командовал:
- октябрь 1944 года — оперативной группой в составе 93-й гвардейской стрелковой дивизии, 180-й стрелковой дивизии, горно-стрелковой дивизии и 1-й румынской кавалерийской дивизии. Принимал участие в боях за овладение городом Турда и столицей Трансильвании городом Клюж. Был награждён румынским Орденом Михая Храброго III класса, который в 1949 году был заменен на Орден Звезды Румынии II класса.
- ноябрь-декабрь 1944 года — временно командовал 33-м Трансильванским корпусом. Форсировал реку Тиса и брал Мишкольц.
- январь 1945 года — был представителем Советского командования в 1-й румынской армии.
- февраль 1945 года — возглавил передовые дивизии 27-й армии и был переброшен под Будапешт. В должности заместителя командующего войсками 27-й армии принимал участие в Балатонской операции.

Был награждён двумя Орденами Отечественной войны I степени, орденом Ленина и орденом Красного Знамени (за выслугу лет); медалями: «За победу над Германией» и «За взятие Будапешта».

### Послевоенные годы
10 мая 1945 года был освобождён от временного исполнения должности заместителя командующего 27-й армией и принял 202-ю стрелковую дивизию. 10 сентября 1945 года принял 78-ю стрелковую дивизию. В августе 1946 года был назначен заместителем командира 73-го стрелкового корпуса. В марте 1947 года был прикомандирован к Военной Академии имени М. В. Фрунзе,  с 20 мая назначен к исполнению должности начальника 2-го курса «Б». В апреле 1949 года был назначен начальником курса заочного факультета. В июне 1950 года был назначен начальником в/ч 61586 в городе Чирчик.
Был награждён четвёртым Орденом Красного Знамени за выслугу лет.
Умер 19 сентября 1979 года в городе Фрязино Московской области.